# Iva Landeka
Iva Landeka (* 3. Oktober 1989 in Posušje, SR Bosnien und Herzegowina, SFR Jugoslawien) ist eine kroatische Frauenfußballspielerin.

## Karriere

### Vereine
Landeka begann ihre Karriere auf einem Bolzplatz in ihrer zu Bosnien und Herzegowina gehörenden Heimatstadt Posušje. Im Frühjahr 2003 zog die Familie nach Kroatien und sie startete ihre Karriere mit vierzehn Jahren beim ŽNK Dinamo-Maksimir, wo sie 2005 in die Profi-Mannschaft befördert wurde. Am 28. Januar 2008 unterschrieb Landeka für den österreichischen Verein FC St. Veit, für den sie auf dreizehn Einsätze kam und dabei sieben Tore erzielte. Im August 2008 verließ sie dann den FC St. Veit und unterschrieb beim FC Kärnten. Landeka verließ am 8. Februar 2011 den FC Kärnten für ein Probetraining mit dem polnischen Meister RTP Unia Racibórz und unterschrieb im Mai einen Vertrag mit dem UEFA Women’s Champions League Teilnehmer. Am 21. Januar 2012 verließ sie den polnischen UEFA-Women’s-Champions-League-Teilnehmer RTP Unia Racibórz und wechselte in die deutsche Bundesliga zum FF USV Jena. Ihr Debüt bestritt sie am 14. März 2012 (12. Spieltag) bei der 0:7-Niederlage im Auswärtsspiel gegen den VfL Wolfsburg, als sie zur zweiten Halbzeit für Karoline Heinze eingewechselt wurde. Mit Vertragsende verließ sie den USV Jena im Sommer 2016.
Am 5. August 2016 unterschrieb Landeka einen Vertrag beim schwedischen Meister FC Rosengård. Zur Saison 2019/20 schloss sie sich dem Montpellier HSC an.

### Nationalmannschaft
Landeka ist A-Nationalspielerin und Spielführerin von Kroatien.

## Sonstiges
Iva Landeka ist die Schwester von Davor Landeka von Grasshopper Club Zürich und die Cousine der beiden in Deutschland spielenden Josip Landeka und Ivica Landeka.